# Gespaltene Persönlichkeit (Album)
Gespaltene Persönlichkeit ist ein Album von Xavas, dem gemeinsamen Projekt des Sängers Xavier Naidoo und des Rappers Kool Savas. Es erschien am 21. September 2012 über die Labels Naidoo Records und Essah Entertainment. Das Album erreichte Platz 1 der deutschen und Schweizer Album-Charts.

## Titelliste
1. Du wirst sehen / Gespaltene Persönlichkeit – 2:44
2. Schau nicht mehr zurück – 4:24
3. Gegen die Freundschaft – 3:15
4. Wenn es Nacht ist – 3:32
5. Du bereicherst mich – 3:27
6. Lass nicht los – 3:44
7. Ich bin ich (Skit) – 1:28
8. Form von Liebe – 3:19
9. Die Zukunft trägt meinen Namen – 3:42
10. Wage es zu Glauben – 3:36
11. X.A.V.A.S. – 3:43
12. Mehr als sie (feat. Olli Banjo) – 4:29
13. Abschiedsfluss – 3:51
14. Satan weiche – 3:16
15. Lied vom Leben – 7:14
16. Wo sind sie jetzt? (als Hidden Track)[1]

## Versionen
Gespaltene Persönlichkeit wurde sowohl in einer CD-Version als auch auf Vinyl veröffentlicht. Der Schallplatten-Version des Albums liegt zusätzlich Gespaltene Persönlichkeit als CD bei. Des Weiteren erschien das Album digital bei iTunes als Standard- und als Deluxe-Version. Auf der Deluxe-Version befinden sich neben den 16 Titeln von Gespaltene Persönlichkeit auch die jeweiligen Instrumental-Versionen der Stücke. Als einzige Ausnahme ist das Intro Du wirst sehen / Gespaltene Persönlichkeit nicht als Instrumental vorhanden.

## Illustration
Zur Gestaltung des Albums wurde ein sogenanntes „Hologramm-Karten-Cover“ erstellt. Es setzt sich aus den Porträts von Xavier Naidoo und Kool Savas zusammen. Beide Künstler sind im Profil abgebildet. Abhängig vom Blickwinkel ist entweder Savas oder Naidoo zu sehen. Die Porträts wurden von dem Schweizer Künstler Onur Dinc angefertigt, der bereits für das Cover zu Savas’ Album Aura verantwortlich gewesen war. Die Bilder weisen im Original eine Größe von 80 cm × 80 cm auf. Dinc malte sie mit Acrylfarbe.
Im Booklet des Albums sind die Texte der Lieder abgedruckt. Des Weiteren sind Fotos der beiden Künstler abgebildet, die von Katja Kuhl angefertigt worden waren. Das Booklet lässt sich zu einem Poster auffalten. Dieses zeigt ebenfalls Kool Savas und Xavier Naidoo im Profil. Anders als im Falle des Front-Covers handelt es sich nicht um ein Gemälde, sondern um eine Collage. Auch diese wurde von Onur Dinc erstellt. Die Savas-Collage setzt sich aus zahlreichen kleinen Bildern Xavier Naidoos zusammen. Naidoos Hälfte besteht dagegen aus Einzelbildern Kool Savas’.

## Vermarktung

### Single
Das Stück Schau nicht mehr zurück wurde am 5. September 2012 als Single veröffentlicht. Diese erschien sowohl digital als auch als physischer Tonträger. Auf der CD sind neben der Album-Version des Lieds auch die A-cappella- und die Instrumental-Version sowie das dazugehörige Video zu finden. Das Video zu Schau nicht mehr zurück feierte am 24. August 2012 Premiere. Dieses war in der Nähe des Großglockners in Österreich unter der Regie von Kolja Brandt entstanden. Auszüge des Aufnahmeprozesses wurden im Rahmen eines Making-of-Videos präsentiert. Neben der Veröffentlichung als Single und als Stück auf dem Album erschien Schau nicht mehr zurück auch auf dem Sampler Bravo Black Hits Vol. 27.
Am 7. Dezember 2012 wurde das Stück Wage es zu glauben als zweite Single veröffentlicht. Diese enthält die Album- und Radio-Version des Songs sowie das Instrumental, die A-cappella-Version und das Video zum Lied. Das Video feierte am 2. Dezember 2012 Premiere. Mit X.A.V.A.S. erschien am 15. April 2013 ein weiteres Musikvideo.

### Bundesvision Song Contest
Mit dem Song Schau nicht mehr zurück nahmen Kool Savas und Xavier Naidoo am 28. September 2012 am Bundesvision Song Contest 2012 teil. Dabei vertraten die Musiker das Bundesland Baden-Württemberg. Bereits zwei Tage vor dem Wettbewerb hatte das Duo das Lied Schau nicht mehr zurück in der Show TV total präsentiert. Xavas konnte mit 172 Punkten den ersten Platz des Musikwettbewerbs erreichen. Die beiden Musiker waren bereits im Vorfeld der Veranstaltung als Favoriten gehandelt worden. Der Stern äußerte in einem Artikel, Stefan Raab mache sich durch den Auftritt von Naidoo als „Talententdecker“ unglaubwürdig. Auch das Publikum in der Max-Schmeling-Halle zeigte im Zuge der Punktevergabe an Savas und Naidoo „negative Reaktionen und Pfiffe“.

### Tournee
2013 absolvierte Xavas zwischen dem 23. August und dem 14. September vier Konzerte in Coburg, Berlin, Dortmund und Bonn. Als Vorgruppe fungierte dabei Ken Kenay.

## Singleauskopplungen
Mit der Single Schau nicht mehr zurück stieg das Duo auf Rang zwei der deutschen Singlecharts ein. In der Schweiz positionierte sich das Lied auf Platz drei und in Österreich auf Rang 16 der Hitparade. Im November 2012 wurde die Single Schau nicht mehr zurück mit einer Goldenen Schallplatte in Deutschland ausgezeichnet.
Neben der Single Schau nicht mehr zurück stiegen drei weitere Stücke des Albums in die österreichischen Singlecharts ein. Am 14. September belegte Lass nicht los Rang 45 in Österreich. Eine Woche später folgte der Einstieg des Lieds Die Zukunft trägt meinen Namen auf Position 47. Wenn es Nacht ist erreichte am 28. September Platz 52 der Single-Charts.
Ende Dezember 2012 stieg die zweite Singleauskoppelung Wage es zu glauben auf Platz 49 der deutschen Charts ein. Als höchste Position konnte Rang 34 erreicht werden. In den österreichischen Single-Charts positionierte sich das Stück auf Rang 45. Mit Platz 47 stieg die Single auch in der Schweiz in die Hitparade ein.

## Rezeption

### Kritik
Die E-Zine Laut.de bewertete Gespaltene Persönlichkeit mit drei von möglichen fünf Punkten. Kool Savas und Xavier Naidoo geben aus Sicht des Redakteurs Simon Langemann ein „überzeugende[s] Gesamtbild“ ab. In den Texten besinnen sich Xavas inhaltlich „auf eine melancholisch angehauchte und bis ins Detail durchdachte Themenschnittmenge - bestehend aus Liebe (‚Du bereicherst mich‘), Freundschaft (‚Gegen die Freundschaft‘), Gefühlskälte (‚Form von Liebe‘), Optimismus (‚Schau nicht mehr zurück‘), dem Bösen (‚Satan Weiche‘) und der reflektierten Umschreibung des eigenen Schaffens (‚Wenn es Nacht ist‘).“ Positive Kritik findet Langemann für Naidoo, der weitestgehend auf „pathetische Ausschweifungen“ verzichte. Eine Ausnahme bildet das Stück Abschiedsfluss, das sich jedoch auch durch eine eindringliche Strophe von Kool Savas „über Krieg und Kulturkonflikte sowie ein angemessen episches Finale mit herrlicher Trompeten-Melodielinie“ auszeichnet. Die Songs des Albums bilden zudem in ihrer musikalischen Untermalung eine „homogene Einheit“. Des Weiteren mache der Anteil „organischer und orchestraler Soundelemente“ das Album im Hinblick auf „Arrangement und Sounddesign zum Erlebnis.“ Ein weiterer Höhepunkt stelle das Stück Du bereicherst mich dar. Dagegen sei der Hidden Track Wo sind sie jetzt, der sich inhaltlich mit Ritualmorden auseinandersetzt, „eine bedingt erfreuliche Zugabe.“
Eine deutlich negativere Kritik erschien von Harald Peters auf dem Nachrichtenportal Welt Online. Kool Savas und Xavier Naidoo werden darin als „kongenial humorlos“ charakterisiert. Insbesondere Savas sei seit seinen Anfängen im Berliner Straßenrap „leider der Witz verloren“ gegangen. „Selbstgerechtheit und mangelnde Qualitätskontrolle“ zählen zu den Markenzeichen des Duos. So hangele sich Xavas inhaltlich „an den Schwerpunkten ‚Gott ist groß‘ und ‚Ich bin der Größte‘ entlang“. Insbesondere der Hidden Track wird negativ kritisiert. Dieser handele von „Geheimgesellschaften“, die „unter dem Eindruck der Macht eine unbändige Lust [entwickeln], Kinder abzuschlachten.“ Zudem gehe bei Xavier Naidoo in dem Stück „Homophobie mit der Sehnsucht nach einer starken männlichen Schulter“ einher. Zusammenfassend sei es nicht ersichtlich, weshalb das Album entstanden sei und ob es sich lohne, „sich länger damit zu beschäftigen.“
Auch Oliver Marquart äußerte sich in einer Kritik auf Rap.de eher negativ zu Gespaltene Persönlichkeit und verband damit eine Wertung von zwei von möglichen fünf Punkten. Der Redakteur charakterisiert die Veröffentlichung als „souliges Rapalbum.“ Kool Savas rappe darauf mit der „gewohnten Energie und Durchschlagskraft“, während die Beiträge von Naidoo „meistens niemandem weh“ tun und „sauber und eingängig gesungen“ seien. Der Hidden Track sei der „Tiefpunkt“ des Albums. Dabei stoße etwa unangenehm auf, dass Xavier Naidoo „Kinderschänder mit Schwulen“ gleichsetze. Zudem sei fragwürdig, wieso Xavas sich mit Verschwörungstheorien beschäftige, statt sich „greifbareren und gesellschaftlich drängenderen Problemen“ zu widmen. Das Stück Mehr als sie betitelt Marquart als „Song zur Occupy-Bewegung“, da dieser inhaltlich ebenso „unklar und vage“ bleibe wie die Ziele der Bewegung. Eine positive Bewertung findet Rap.de für die Produktion des Albums. Insbesondere das Lied Die Zukunft trägt meinen Namen sei hervorzuheben. Abschließend dürfe gehofft werden, dass durch die Zusammenarbeit von Kool Savas „mit dem Multiseller Xavier Naidoo noch mal ein paar weitere Türen für deutschen Rap aufgestoßen werden.“

### Kontroverse
Nachdem der Hidden Track Wo sind sie jetzt? bereits in den Musikrezensionen negativ kritisiert worden war, stellte der Verband Linksjugend solid, Jugendorganisation der Partei Die Linke, Mitte November Strafanzeige gegen Xavier Naidoo, Kool Savas, die Labels Naidoo Records und Essah Entertainment sowie den Vertrieb Tonpool Medien GmbH bei den Staatsanwaltschaften Berlin, Mannheim und Hannover. Als Begründung nannte der Verband einen Aufruf zur schweren Körperverletzung und zum Totschlag sowie Volksverhetzung. Die Sprecherin der Linksjugend Josi Michalke erklärte, dass das Stück „Menschenfeindlichkeit, Gewaltverherrlichung und Homophobie“ transportiere. Insbesondere die Gleichsetzung „satanistische[r] Rituale mit Kindesmissbrauch mit Pädophilie mit Homosexualität“ wird an dem Liedtext kritisiert. Aus Sicht von Michalke sei Wo sind sie jetzt „durch die Kunstfreiheit nicht mehr gedeckt.“
Durch eine Reihe von bekannten deutschen Hip-Hop-Musikern erhielt Kool Savas Solidaritätsbekundungen. So erklärte der Rapper Vega, dass er zu Savas stehe, obwohl der beanstandete Hidden Track seinen „musikalischen Geschmack nicht getroffen“ habe. Auch die Musiker Alpa Gun, PA Sports und Fler äußerten sich unterstützend über die Kommunikationsplattform Twitter. Oliver Marquart, Redakteur der Internetseite Rap.de, schrieb im Rahmen eines Blog-Beitrags, dass ein Verbot des Stücks „erstens nicht angemessen und zweitens auch nicht zielführend“ sei. Dies würde die Hörer bestätigen, „die glauben, der Song verkünde eine Art Geheimwissen“. Marquart hebt zudem die Bedeutung der Kunst- und Meinungsfreiheit hervor. Als kritischer Hörer müsse er „die Meinung, die Weltsicht, die in diesem Song vertreten wird, nicht teilen, aber […] aushalten“. Auch wenn er die bedenkenlose Verbreitung vager „Verschwörungstheorien dieser Art“ für „hochgradig gefährlich“ halte, stehe die Redaktion hinter den Künstlern.
Der Journalist Marcus Staiger bezeichnete Naidoo in einem Beitrag für Die Zeit als „fundamentalistischen Christen“, der alles als Sünde empfindet. Aus Staigers Sicht seien die Verse „Wo sind unsere starken Männer?/Wo sind unsere Führer?/Wo sind sie jetzt?“ charakteristisch für beide Musiker. So stellen die „Highlander-Romantik“ und die Huldigung eines „völkischen Heroismus“ wiederkehrende Motive beider Musiker dar. Die inhaltliche Behandlung der angeblichen Verschwörungen von Geheimbünden seien „Gruselgeschichten“, die eine wirkliche Beschäftigung mit „Politik, Wirtschaft, ökonomischen und gesellschaftlichen Zusammenhängen“ unnötig machen. Aus Sicht des Kolumnisten Georg Diez sei Xavier Naidoo „ein Beispiel dafür, wie sich Gedanken des christlichen und sonstigen Fundamentalismus in den Mainstream schleichen.“ Naidoos Verse in dem Text enthalten eine „Mischung aus Homophobie und Heilsfantasien, aus ‚Taxi Driver‘-haftem Aufräumer-Gemucke und dem Furor des Kleinbürgers“.
In einer Stellungnahme von Naidoo und Savas wurde erklärt, dass keine Absicht bestanden habe „Homosexualität und Pädophilie gleichzusetzen oder zur Gewalt gegen Menschen aufzurufen.“ Das künstlerische Ziel sei gewesen „die Verzweiflung und die Wut zum Ausdruck zu bringen, die ein Mensch genau in der Sekunde empfindet, in der er erfährt, dass ein Kind missbraucht wurde.“ Xavier Naidoo äußerte, dass er sich seit 1996 als die Straftaten von Marc Dutroux bekannt geworden sind, mit der Thematik auseinandersetzt und diese bereits in verschiedenen Liedern behandelt hat. Zwei Tage vor Entstehung des Stücks habe Naidoo die Dokumentation Höllenleben des Norddeutschen Rundfunks gesehen. Er habe versucht, sich „in das dort Gesehene und Gehörte hineinzuversetzen.“ Im Bezug auf die Kritiken spricht Xavas von „Fehlinterpretationen“.
Die Staatsanwaltschaft Mannheim sah von der Einleitung eines Ermittlungsverfahrens ab. Laut Sprecher der Staatsanwaltschaft sei „kein Anfangsverdacht auf eine strafbare Handlung gegeben.“ Zwar enthalte der Liedtext Beschreibungen von Morden, jedoch sei keine „Aufforderung dahingehend, dass Dritte sich ebenso verhalten sollen“ erkennbar. Auch der Tatbestand der Volksverhetzung sei nicht gegeben.

## Kommerzieller Erfolg

### Chartplatzierungen
Gespaltene Persönlichkeit stieg auf Platz eins der deutschen Albumcharts sowie der deutschen Independentcharts ein. Auch in der Schweiz konnte Xavas die höchste Position der Albumcharts erreichen. In den österreichischen Charts belegte Gespaltene Persönlichkeit Rang drei. 2012 platzierte sich das Album auf Rang 17 der deutschen Album-Jahrescharts sowie auf Rang sechs der deutschen Independent-Jahrescharts.
| ChartsChartplatzierungen | Höchstplatzierung | Wochen |
| ------------------------ | ----------------- | ------ |
| Deutschland (GfK)        | 1 (25 Wo.)        | 25     |
| Österreich (Ö3)          | 3 (18 Wo.)        | 18     |
| Schweiz (IFPI)           | 1 (22 Wo.)        | 22     |

| ChartsJahrescharts (2012) | Platzierung |
| ------------------------- | ----------- |
| Deutschland (GfK)         | 17          |
| Österreich (Ö3)           | 36          |
| Schweiz (IFPI)            | 21          |

### Auszeichnungen für Musikverkäufe

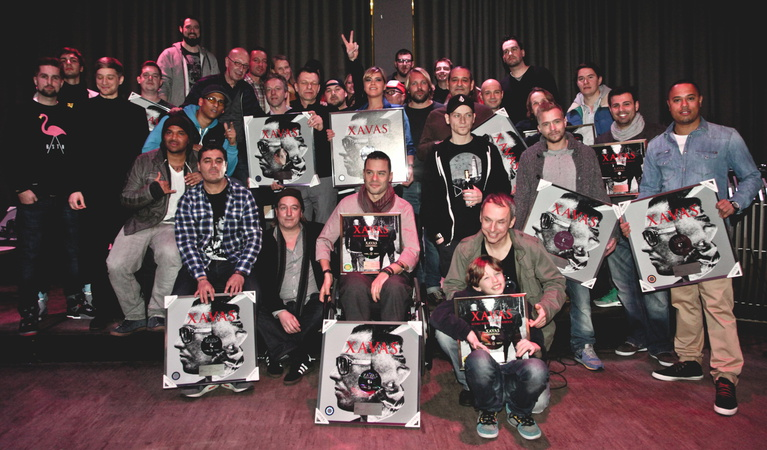
Gold- und Platin-Verleihung des Albums „Gespaltene Persönlichkeit“

Bereits nach der ersten Verkaufswoche erreichte das Album Gold-Status. Bis Dezember 2012 wurden 200.000 Einheiten des Albums in Deutschland verkauft, sodass Gespaltene Persönlichkeit eine Platin-Schallplatte erhielt.
| Land/Region        | Auszeichnungen für Musikverkäufe (Land/Region, Auszeichnung, Verkäufe) | Verkäufe |
| ------------------ | ---------------------------------------------------------------------- | -------- |
| Deutschland (BVMI) | Platin                                                                 | 200.000  |
| Insgesamt          | 1× Platin ·                                                            | 200.000  |